# Nicholas Alkemade
Pour les articles homonymes, voir Alkemade (homonymie).
Nicholas Alkemade, dit Nick Alkemade, né le 10 décembre 1922 à Loughborough et mort le 22 juin 1987 à Liskeard au Royaume-Uni, est un sergent-mitrailleur de la Royal Air Force pendant la Seconde Guerre mondiale. Il est devenu célèbre pour avoir survécu à une chute de 5 600 m sans parachute à la vitesse de 200 km/h, amortie par l'entrelacement des branches de sapins et une épaisse couche de neige.

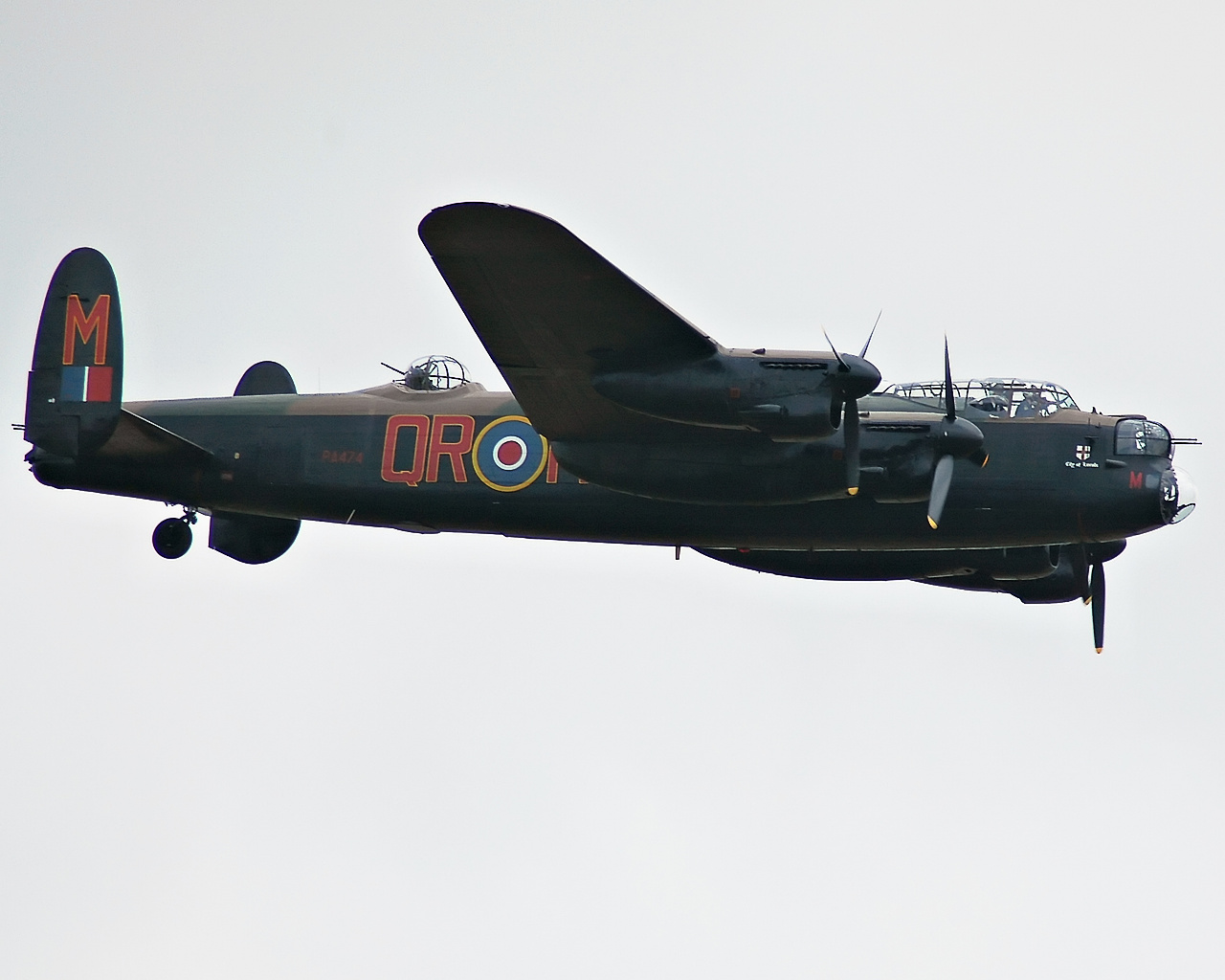
Avro Lancaster B I

## Biographie
Le 23 mars 1944, le jeune Alkemade (21 ans) s’envole vers Berlin à bord du « S for Sugar », un bombardier Avro Lancaster qui fait partie du 115e escadron du Royal Air Force Bomber Command. Dans la nuit du 23 au 24 mars, cette formation aligne trois cents appareils pour une mission de bombardement stratégique sur la capitale du IIIe Reich. Il s'agit de la treizième mission du bombardier dont Alkemade est le mitrailleur de queue.
Le « S for Sugar » parvient jusqu'à Berlin et y largue ses deux tonnes de bombes explosives et ses trois tonnes de bombes incendiaires. Le pilote Jack Newman donne l'ordre de retour. Mais à l'est de Schmallenberg, un JunkerJu 88 de la chasse de nuit de la Luftwaffe tire sur le bombardier. Le plexiglas de la tourelle arrière, qui abrite Alkemade, est troué par les balles. Ripostant immédiatement, Alkemade parvient à faire exploser le moteur droit du Ju 88, mais l'euphorie de cette première victoire aérienne est de courte durée, car il doit évacuer le bombardier en feu, alors que son parachute est la proie des flammes (en raison du manque de place dans la tourelle arrière le mitrailleur qui l'occupait ne pouvait porter son parachute sur lui et le laissait accroché dans le tunnel d'accès derrière lui).
Il se jette dans le vide sans parachute, préférant cette mort à celle par le feu. Malgré la hauteur de sa chute, il s'en sort presque indemne grâce aux branchages et à la neige qui amortissent son atterrissage. Il raconte que souffrant seulement d'une entorse à une cheville, il a fumé une cigarette en attendant qu'on vienne le chercher. Aucun autre membre de l'équipage ne survit.
Il est capturé et interrogé par la Gestapo qui le considère d'abord comme un espion, ne pouvant croire à son récit. La découverte de l'épave de son avion, contenant des vestiges permettant son identification, authentifie son histoire. Libéré de son camp de prisonniers de guerre en mai 1945, il devient un héros lorsque son aventure est connue en Grande-Bretagne.
Après sa démobilisation, il devient ouvrier dans une usine de produits chimiques.
Nicholas Alkemade témoigne dans le documentaire L'histoire de l'aviation de Daniel Costelle en 1978. Par ailleurs, dans son ouvrage Le XXe siècle raconté à Clémentine (éditions du Rocher, 1999), Daniel Costelle raconte dans quelles circonstances il a retrouvé Alkemade, en Cornouailles (pages 122-124).
Saint-Loup (nom de plume de Marc Augier) raconte l'aventure d'Alkemade dans son livre Le Ciel n'a pas voulu (Presses de la Cité, 1979) et dans un article intitulé "L'aventure miraculeuse du sergent Alkemade" (Historia no 407 [octobre 1980], pages 46-52).
Nicholas Alkemade meurt le 22 juin 1987, à 64 ans, à Liskeard dans les Cornouailles en Angleterre.

## Sources
- Récit détaillé de l'aventure du sergent Alkemade (avec sa photo) mis en ligne le 23 décembre 2006
- Autre narration de cet épisode